# Ibatia elliptica
Ibatia elliptica är en oleanderväxtart som först beskrevs av Henry Hurd Rusby, och fick sitt nu gällande namn av Morillo. Ibatia elliptica ingår i släktet Ibatia och familjen oleanderväxter. Inga underarter finns listade i Catalogue of Life.